# Раде Јовановић (песник)
Раде Јовановић (Крушевац, 1971) српски је књижевник. Пише за децу и одрасле. Један је од најчитанијих песника млађе генерације. Његове песме су заступљене у школским читанкама, наставним радним материјалима и антологијама поезије које су уређивали познати домаћи писци.
Приповетке су му објављиване у домаћим часописима за децу.

## Дела
Објавио је више књига песама:
- Шестица пролази кроз град
- Дан за бездан
- Да се игра не заборави
- Срећа се смеши ту, иза сузе
- Док је чекам
- Звездана
- Држава детета
- Моја омиљена књига

Роман
Лајте кере Шаренграда!